# Соловов, Пётр Дмитриевич
Пётр Дмитриевич Соловов (1875—1940) — советский хирург и уролог, заслуженный деятель науки РСФСР (1940).

## Биография
Родился в 1875 году в городе Скопин Рязанской губернии.
Окончил Рязанскую гимназию и в 1898 году — медицинский факультет Московского университета. Работал по 1902 год в качестве ординатора под руководством профессора Л. Л. Левшина в госпитальной хирургической клинике этого же университета. С 1902 по 1909 годы работал в различных земских больницах Воронежской, Пензенской и Екатеринославской губерний. В 1908 году Соловов защитил диссертацию на тему «Гастроэнтеростомия по Гаккеру-Брауну», получив степень доктора медицины.
С 1910 по 1920 годы Пётр Дмитриевич — ординатор хирургического отделения Московской Пироговской больницы. В 1912 году получил звание приват-доцента. В 1920 году был выбран профессором госпитальной хирургии клиники 2-го Московского университета. С 1926 года он был старшим врачом хирургического отделения Боткинской больницы и одновременно — преподавателем Центрального института усовершенствования врачей Наркомздрава. Кроме профессиональной, Соловов занимался общественной деятельностью — был членом правления Общества российских хирургов (с 1913 года), членом президиума Общества хирургов Москвы и области, являлся редактором журналов «Новая хирургия» и «Советская хирургия».
Интересно, что в 1913 году на свои средства П. Д. Соловов купил в Москве на Большой Молчановке участок земли и построил четырёхэтажное здание (дом 5), в котором собирался открыть хирургическую лечебницу и жить со своей семьей. Но эти планы не осуществились из-за начавшейся Первой мировой войны, и Соловов разместил в своем доме госпиталь. А после Октябрьской революции здание было экспроприировано и здесь разместился родильный дом Грауэрмана.
Жил в Москве на Арбате, 27. Умер в 1940 году в Москве. Похоронен на Новодевичьем кладбище. Его могила является объектом культурного наследия федерального значения.
Сын — Александр Соловов — доктор геолого-минералогических наук, профессор, заслуженный геолог
РСФСР, почетный разведчик недр СССР.